# Pherocera boydi
Pherocera boydi är en tvåvingeart som beskrevs av Irwin 1983. Pherocera boydi ingår i släktet Pherocera och familjen stilettflugor. Inga underarter finns listade i Catalogue of Life.